# Stade Javier Cruz 'Artes y Oficios'
 (mars 2025).
Motif : Très peu de source sur ce stade, qui ne parait pas admissible au vu de sa capacité
- Archive Wikiwix
- Bing
- Cairn
- DuckDuckGo
- E. Universalis
- Gallica
- Google
- G. Books
- G. News
- G. Scholar
- Persée
- Qwant
- (zh) Baidu
- (ru) Yandex
- (wd) trouver des œuvres sur Wikidata

| 1. | Préciser le motif de la pose du bandeau. | Précisez le motif de la pose du bandeau en utilisant la syntaxe suivante : {{admissibilité à vérifier\|date=mai 2025\|motif=remplacez ce texte par le motif}}                                            |
| 2. | Informer les utilisateurs concernés.     | Pensez à avertir le créateur de l'article, par exemple, en insérant le code ci-dessous sur sa page de discussion : {{subst:avertissement admissibilité à vérifier\|Stade Javier Cruz 'Artes y Oficios'}} |

L'Estadio Javier Cruz 'Artes y Oficios' est un stade de football de la ville de Panama.